# Delf Sail
Pour les articles homonymes, voir Sail.
La Delf Sail est un rassemblement de grands voiliers organisé au port de Delfzijl, au nord des Pays-Bas. Il est un des évènements importants du monde de la mer en Europe et au monde. Elle se déroule en principe tous les cinq ans.

## Histoire

### Édition 1986
La première édition a été organisée en 1986 par la municipalité de Delfzijl et les entreprises portuaires de l'estuaire de l'Elms.

### Édition 1991
En 1991, le conseil municipal a décidé d'organiser la Delf Sail dans le cadre de la Cutty Sark Tall Ships' Races pour lui donner plus d'ampleur. Le port de Delfzijl a ainsi été désigné comme le port d'arrivée de cette manifestation. Les éditions précédentes s'étaient déroulées à Port Talbot, Cork, Belfast et Aberdeen. La Delf Sail 1991 a été suivi par plus de 350.000 personnes.

### Édition 1998
En raison de grands travaux de construction de la nouvelle Handelskade d'Amsterdam, la Delf Sail avait été reportée de deux ans supplémentaires. En 1998, deux prestigieux navires ont fait le voyage, les trois-mâts barque Sagres II (navire-école de l'École navale du Portugal) et Gloria (navire-école de la Marine nationale colombienne). Ce rassemblement maritime a compté plus de 650.000 visiteurs.

### Édition 2003
La quatrième édition de la Delf Sail a eu lieu en 2003, un record a été battu à nouveau avec le nombre de visiteurs: près d'un million. Cette année, il y avait entre autres, le trois-mâts carré Nadezhda de Russie, le trois-mâts goélette Dewaruci de l'Indonésie, le trois-mâts barque Cuauhtémoc du Mexique et le Dar Młodzieży de la Pologne. Il y avait un total de 28 grands voiliers de classe A et B, plus de 500 navires de la Classe C, des bateaux privés et des navires historiques présents.

### Édition 2009
En 2009 la Delf Sail a eu lieu du 22 au 26 août , sur le thème de la Hanse (Ligue hanséatique). Il y eut la présence de 36 grands voiliers. Les navires sont venus des Pays-Bas (17), du Brésil (1), de Bulgarie (1), de l'Allemagne (4), de l'Angleterre (3), de la Norvège (2), de la Pologne (3), de la Russie (3), de l'Uruguay (1) et des États-Unis (1). Le 22 août, la parade maritime des voiliers se fit du port d'Eemshaven à Delfzijl.
Le plus marquant des navires présents fut la réplique du célèbre navire {{HMS[Bounty}}, qui a été construit en 1960 pour la Metro-Goldwyn-Mayer à la réalisation d'une version cinématographique de la Mutinerie de la Bounty. Le HMS Bounty était venu pour la première fois en Europe comme navire-école. Il a coulé le 29 octobre 2012 sur les côtes de la Caroline du Nord lors de l'Ouragan Sandy.

### Édition 2016
Cette 6e édition aura lieu du 29 juin au 3 juillet.

### Les autres manifestations dans le monde
- Les Tall Ships' Races
- La Hanse Sail (Allemagne)
- Le Sail Amsterdam (Pays-Bas)
- La Sail Den Helder (Pays-Bas)
- L'Armada de Rouen (France)
- Les Fêtes maritimes de Brest (France)
- Les Fêtes maritimes en France